# 和旺街道
和旺街道，是中华人民共和国山西省大同市云冈区下辖的一个乡镇级行政单位。2021年3月，设立和旺街道。以原新平旺街道的和三路、和四路、和九路、新建路、幸福楼5个社区居委会的行政区域为和旺街道的行政区域。

## 行政区划
和旺街道下辖和三路、和四路、和九路、新建路、幸福楼5个社区居委会。